# Abbey Nunatak
Abbey Nunatak är en nunatak i Västantarktis. Inget land gör anspråk på området. Toppen på Abbey Nunatak är 1 075 meter över havet.
Terrängen runt Abbey Nunatak är platt åt nordost, men åt sydväst är den kuperad.